# Evropsko prvenstvo v hokeju na ledu 1912
Evropsko prvenstvo v hokeju na ledu 1912 je bilo uradno nepriznano Evropsko prvenstvo v hokeju na ledu, ki se je odvijalo med 2. in 4. februarjem 1912 v Pragi, takrat Avstro-Ogrska. V konkurenci treh reprezentanc, je zlato medaljo osvojila češka reprezentanca, srebrno nemška, bronasto pa avstrijska. Toda, ker prirediteljica prvenstva, Avstrija, ni bila članica Mednarodne hokejske zveze, je bilo prvenstvo uradno razglašeno za neveljavno. Avstrija je sicer 14. januarja  1912 zaprosila za članstvo v Mednarodni hokejski zvezi, toda sprejeta je bila šele 18. marca. Mednarodna hokejska zveza je na letnem zasedanju, ki je potekalo 22. in 23. marca, sprejela odločitev o razglasitvi prvenstva za neveljavno.

## Dobitniki medalj
| Zlato | Srebro   | Bron                                                            |
| ČeškaKarel Wälzer Jan Fleischmann Jan Palouš Otakar Vindyš Jaroslav Jirkovský Jaroslav Jarkovský Josef Rublič Josef Šroubek Miloslav Fleischmann | Nemčija? | [[Slika:{{{flag alias-cesarstvo}}}\|22x20px\|border]] Avstrija? |

## Tekme
| 2. februar 1912 | Češka | 5:0 | [[Slika:{{{flag alias-cesarstvo}}}\|22x20px\|border]] Avstrija | Praga, Avstro-Ogrska |

| Poročilo tekme      | Poročilo tekme | Poročilo tekme | Poročilo tekme | Poročilo tekme  |
| ------------------- | -------------- | -------------- | -------------- | --------------- |
| Začetek: ni podatka |                | (2:0,3:0)      |                | Gledalci: 5.000 |

| 3. februar 1912 | Nemčija | 4:1 | [[Slika:{{{flag alias-cesarstvo}}}\|22x20px\|border]] Avstrija | Praga, Avstro-Ogrska |

| Poročilo tekme      | Poročilo tekme | Poročilo tekme | Poročilo tekme | Poročilo tekme |
| ------------------- | -------------- | -------------- | -------------- | -------------- |
| Začetek: ni podatka |                | (2:0,2:1)      |                |                |

| 4. februar 1912 | Češka | 2:2 | Nemčija | Praga, Avstro-Ogrska |

| Poročilo tekme      | Poročilo tekme | Poročilo tekme | Poročilo tekme | Poročilo tekme  |
| ------------------- | -------------- | -------------- | -------------- | --------------- |
| Začetek: ni podatka |                | (1:1,1:1)      |                | Gledalci: 5.000 |

### Končni vrstni red
OT-odigrane tekme, z-zmage, n-neodločeni izidi, P-porazi, DG-doseženo goli, PG-prejeti goli, GR-gol razlika, T-točke.
| #  | Reprezentanca                                                  | OT | Z | N | P | DG | PG | GR | T |
| -- | -------------------------------------------------------------- | -- | - | - | - | -- | -- | -- | - |
| 1. | Češka                                                          | 2  | 1 | 1 | 0 | 7  | 2  | +5 | 4 |
| 2. | Nemčija                                                        | 2  | 1 | 1 | 0 | 6  | 3  | +3 | 4 |
| 3. | [[Slika:{{{flag alias-cesarstvo}}}\|22x20px\|border]] Avstrija | 2  | 0 | 0 | 2 | 1  | 9  | -4 | 0 |

Najboljši strelec
- Jaroslav Jirkovský, 3 goli